# حبابة (طرطوس)
حبابة قرية سورية في ناحية حمين في منطقة دريكيش التابعة لمحافظة طرطوس.